# Château de Barbarin
Le château de Barbarin se situe sur les hauteurs du bourg ancien de Revel, sur la commune de Revel-Tourdan. Il s’agit d’une ancienne maison forte datée du XIVe siècle, construite en pierre de molasse et en galets. Le château domine la plaine de la Bièvre dans le département de l'Isère en région Auvergne-Rhône-Alpes.
Le château fait l'objet d'une protection au titre des monuments historiques avec une inscription au titre des monuments historiques par arrêté du 27 octobre 2011.
Le château, propriété privée depuis son acquisition en 1993, est ouvert au public dans le cadre d'animations culturelles, de chambres et tables d'hôtes et de visites, notamment pour les journées européennes du patrimoine.

## Situation
Le château de Barbarin est situé sur les hauteurs de Revel-Tourdan, commune du département de l'Isère. Étant à l'origine une tour quadrangulaire sur un fossé sec, elle servait d'observatoire militaire sur toute la plaine de la Bièvre Valloire jusqu'à La Côte-Saint-André,.
Ses occupants, du XIVe au XVIIIe siècle, apportèrent des modifications qui se greffèrent à la première tour, jusqu'à l'acheminement de la maison forte et de ses dépendances.

## Histoire

### Le Moyen Âge

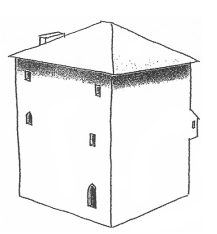
Façade sud de la tour quadrangulaire de Barbarin.

La tour quadrangulaire de la future maison forte fut érigée au XIVe siècle par François de Revel, seigneur du fief de Revel. Ces premières pierres allaient compléter un observatoire militaire dans le but de surveiller toute la plaine de la Bièvre et ainsi prévenir le château voisin, celui du bourg de Revel François de Revel et son fils Reynaud sont étroitement liés à la famille de Revel qui détient le château du même nom depuis 1077. François de Revel possèdera le fief de Barbarin à partir de 1186. Jehan de Barbarin de Revel, héritier de Reynaud de Revel, sera le premier seigneur de Barbarin.

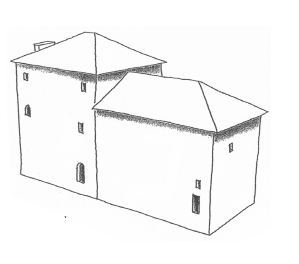
Façade sud à la suite de l'extension du bâtiment au XVe siècle par Marie de Roussillon.

En 1441, la maison forte se voit occupée par le baron du Velay, Josserand de Saussac et par sa femme Marie de Rousillon. Ils agrandiront la maison forte par une haute et basse cour. Deux grandes salles peintes seront mises en œuvre

### La Renaissance
En juillet 1565, un archevêque de Vienne vend le château et les terres pour 66 écus au receveur général des finances du Dauphiné, Jean-François de Saussac,. C'est en janvier 1566 en ces lieux que sera signé l'acte de vente de la paroisse de Monsteroux au seigneur du Milieu et conseiller du Roi. Cet événement marquera plus tard la toponymie de la commune de Monsteroux-Milieu. En juin 1586, c'est le frère de Jean-François de Saussac qui revendra le château au président du parlement du Dauphiné et conseiller du roi, Octavien Emé de Saint-Julien. La vente, dont le prix était fixé à 12 000 écus, aura permis de doter les filles de Jean-François de Saussac.
En 1588, la famille et les prédécesseurs d'Octavien Emé de Saint-Julien font l'objet d'un procès qui stipule la restitution des terres de Revel et du château de Barbarin : « …mise en possession du 5 mars 1596 faite par le dit sieur de Jarnieu (époux d’une fille de Saussac) de la maison forte de Barbarin et ses dépendances en exécution de la sentence d’interposition…. »,.
À l'issue du procès, le président du parlement du Dauphiné n'a pu acquérir la maison forte de Barbarin que dix années après la vente. L'un des deux frères d'Octavien, Antoine et Guillaume, était prieur au prieuré de Tourdan. À la mort d'Octavien, ce sont ses deux sœurs qui héritent de la maison forte de Barbarin,. Un inventaire sera retrouvé à la mort du prieur Antoine Emé de Saint-Julien : « ….outre dépendances dudit prieuré sinon les dîmes de Primarette, Revel, Tourdan, et Beaurepaire, un domaine proche, ledit prieuré, les terriers, et que les meubles et bestiaux appartenaient audit feu sieur prieur de Saint Jullien leur frère…. »,.

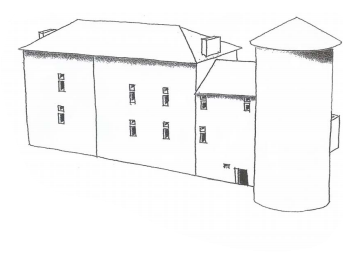
Façade sud du bâtiment à la suite des travaux d'agrandissements par Octavien Emé de Saint julien au XVIe.

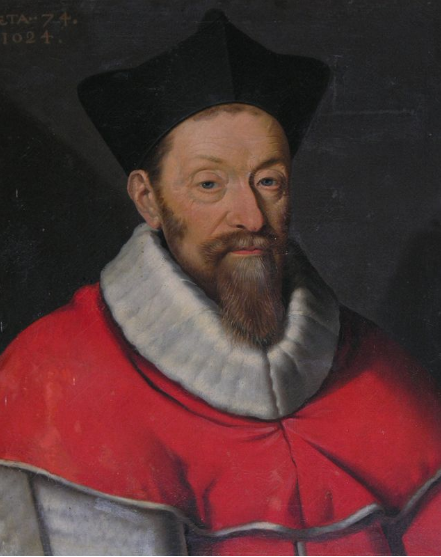
Octavien Émé de St Julien Président du parlement du Dauphiné seigneur du Touvet et de Barbarin.

Au niveau de l'architecture du château de Barbarin, Octavien fera réaliser une cour ainsi qu'une tour ronde à la suite du bâtiment existant. Deux autres dépendances seront également créées.

### Le Classicisme
Le châtelain suivant fut Ennemond Emé de Saint Julien, baron de Marcieu, marié à sa cousine germaine, Virginie Guiffrey de Monteynard. À l'acquisition, un inventaire eut lieu : « …. Des biens meubles, immeubles, bestiaux, semences et autres choses dépendant de la maison forte de Barbarin et des domaines en dépendant remis à Louis Trouillet fermier des biens par Messire Ennemond Emé de Saint Jullien seigneur  de Marcieu et des dit biens de la maison forte de Barbarin  pour le prix annuel de 1500 livres 4 pourceaux, 30 chapons…. »,,. Le couple entamera des travaux pour la toiture de la maison forte. Leur fils héritera du fief par la suite,.

### Le siècle des Lumières

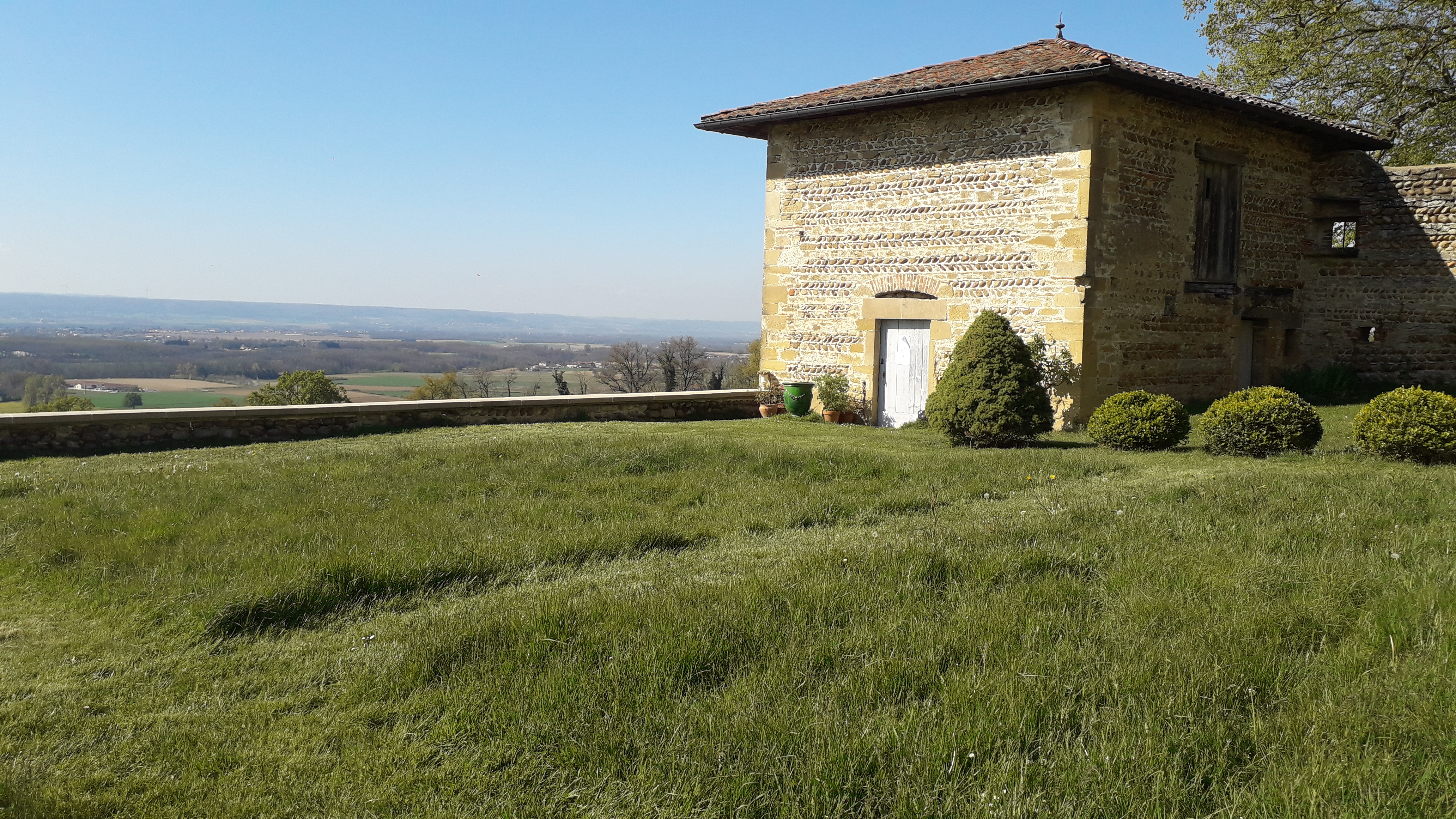
Vue depuis la cour sur la terrasse du château.

La maison forte de Barbarin devient à cette période un domaine d'agrément. Des travaux extérieurs furent importants : près de 23 fenêtres percées sur la façade sud, deux pavillons venant encadrer une terrasse sur les jardins du château, eux-mêmes agencés pour l'occasion. Cet embellissement est dû au deuxième marquis de Marcieu, Laurent Joseph Emé de Saint Julien. De 1728 à 1732, une grange à trois nefs fut créée, aujourd'hui partiellement en ruines,. En 1745, l'épouse du marquis vend le château de Barbarin pour la somme de 500 000 livres : «... à Grenoble fut présente haute et puissante dame Françoise Gabrielle de Mistral, marquise de Montmirail, baronne de Crépol et Chandieu, de Monteynard... veuve du seigneur du Touvet et de Barbarin... qui vend à Messire Pierre Hilaire de Lamalétie, Chevalier, Trésorier général de France en la généralité de cette province du Dauphiné le château, fief et maison forte de Barbarin situé à Pisieu mandement de Revel élection de Vienne droits honorifiques et autres en dépendant .... ».

### LeXIXesiècle
Plus tard, les héritiers de l'épouse de Pierre Hilaire de Lamalétie revendront Barbarin. C'est donc en mai 1826 que François Desmoulin revend la propriété à François Aimé de Luzy, marquis de Pélissac, qui acquiert : le château, les maisons fermières, les granges, l'écurie, les remises, le colombier, les basses cours, les fontaines, les jardins, le clos, les prés et les terres labourables, ainsi que les vignes, les étangs, le bois, le moulin, le battoir, les prises d’eau et les dépendances,. La vente fait de lui un important propriétaire en plus de ses titres de militaire, de Garde du corps du Roi Louis XVIII et de lieutenant dans la légion de l’Isère et enfin maire de Revel,. C'est à ce moment-ci que la ferme à l'arrière du domaine fut construite avec notamment une écurie. 
En 1874, une des filles de François Aimé de Luzy et épouse de d'Eugène de Barrin, revendra le fief à son beau-frère.

### LeXXesiècle

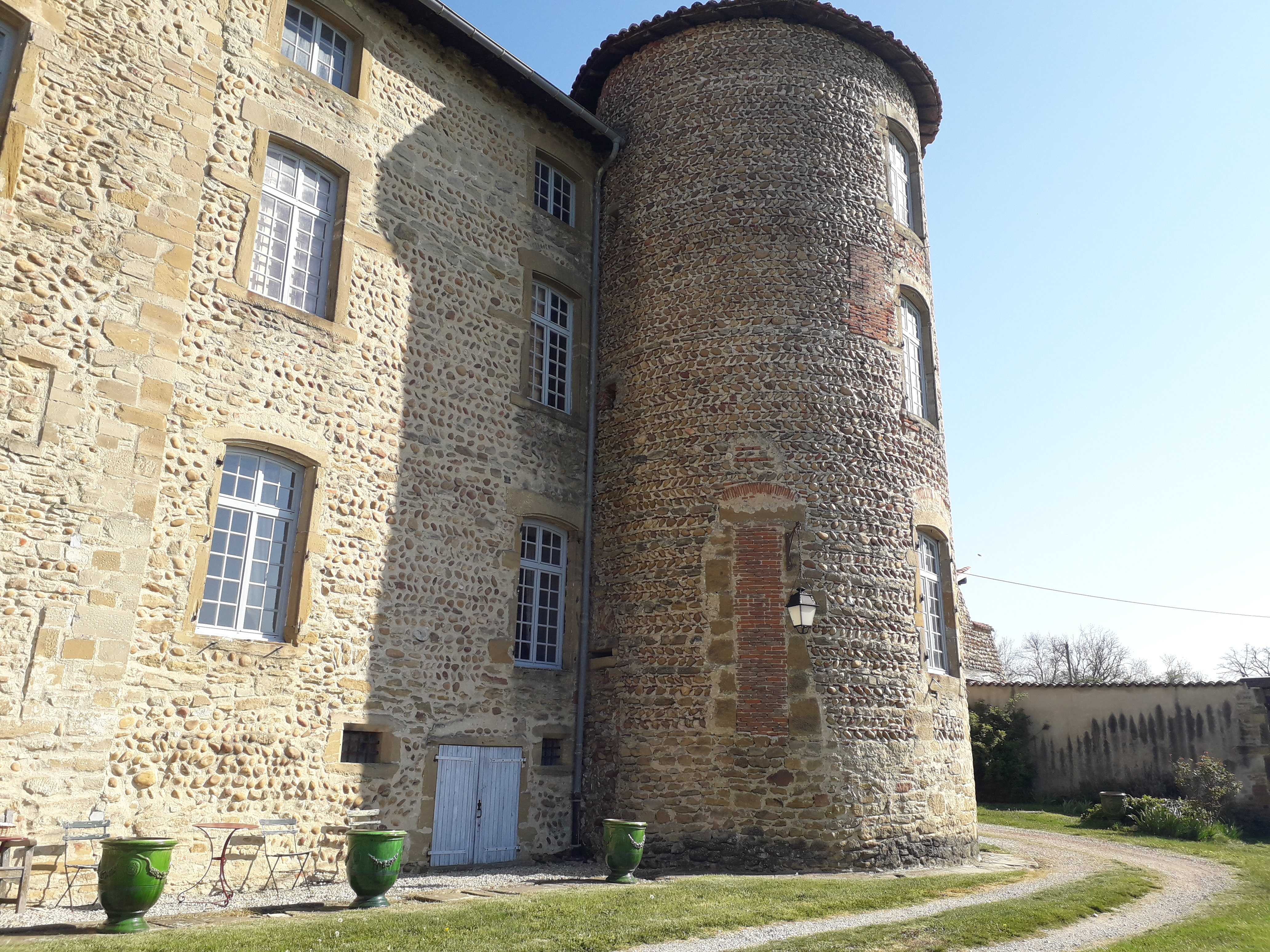
Façade sud du château avec la tour ronde édifiée au XVIe siècle.

Ce dernier, le baron Léon Émilien de Barrin de Champrond, gèrera avec sa femme les terres de Barbarin et les dépendances et à la fois le l'hôpital Luzy-Duffeillant de Beaurepaire dont il était l'administrateur,. Leur fils, alors chevalier de la Légion d'honneur, occupera Barbarin mais il sera légué à sa mort à ses enfants en 1915. Joseph de Barrin de Champrond, le fils de Marie Joseph Léon de Barrin de Champrond, vendra uniquement le château à Christophe Effantin en 1984. C'est la première fois dans l'histoire du lieu que celui-ci est séparé de ses terres,. Le lieu fut occupé en tant que colonie de vacances et restera longtemps à l'abandon. L'ensemble sera de nouveau rendu cohérent avec l'acquisition du lieu par Philippe Seigle en 1993 (avec ferme, grange et dépendances),.

## Le château et la culture
Après trente années de restauration du château de Barbarin, le nouveau châtelain a donné naissance à une association, Gens de Barbarin, afin d'animer le lieu et de l'ouvrir au public. Son propriétaire représente cette association à la Fédération des associations patrimoniales de l'Isère. 
Le château fait également partie d'un réseau au sein de l'association châteaux Alpes Isère afin de mettre en lien des sites patrimoniaux remarquables sur le territoire notamment dans le cadre d'un programme de visites pour enfants. Les visites guidées se déroulent en période estivale et lors des journées européennes du patrimoine.
Le château est également ouvert en tant que table et chambre d'hôte dans le cadre d'un séjour où lors d'une étape du chemin de Saint Jacques de Compostelle.